# Ivo Macharácek
Ivo Macharáček (Jiříkov, 12 maggio 1976) è un regista ceco.

## Filmografia

### Cinema
- Panic je nanic (2006)
- Intimity (2014)

### Televisione
- Tajemství staré bambitky (2011)

### Serie TV
- Strázce dusí – serie TV, episodi 1x8 (2005)
- Na noze! – serie TV, 5 episodi (2010)
- Ordinace v ruzové zahrade 2 – serie TV, 8 episodi (2009-2012)
- Helena – serie TV, 28 episodi (2012-2013)
- Svatby v Benátkách – serie TV, 18 episodi (2014)
- Kocka není pes – serie TV, 12 episodi (2017-2018)
- Kadernictví – serie TV, 15 episodi (2018)